# Hope Island (Tasmanie)
Hope Island (en français île de l'Espoir) est une petite île située au sud-est de l'Australie. Elle fait partie du groupe des îles aux Perdrix, sur la côte sud-est de la Tasmanie, dans le canal d'Entrecasteaux entre l'île Bruny et la terre ferme. Elle est située à proximité des îlots "Faith" et "Charity".

## Flore et faune
L'île, qui fut longtemps cultivée, a été sur la plupart de son territoire dépourvue de sa végétation d'origine, bien que de petits bosquets d'eucalyptus aient survécu. Des lapins européens sont toujours présents sur l'île.

### Webographie
- (en) Nigel Brothers, David Pemberton, Helen Pryor & Vanessa Halley, Tasmania’s Offshore Islands: seabirds and other natural features, Tasmanian Museum and Art Gallery, Hobart, 2001  (ISBN 0-7246-4816-X)